# Sassuolo Calcio Femminile
S.S.D. Sassuolo Calcio Femminile – włoski klub piłki nożnej kobiet, mający siedzibę w mieście Sassuolo, na północy kraju. Jest sekcją piłki nożnej kobiet w klubie US Sassuolo Calcio.

## Historia
Chronologia nazw:
- 2016: S.S.D. Sassuolo Calcio Femminile

Klub piłkarski S.S.D. Sassuolo Calcio Femminile został założony w miejscowości Sassuolo w 2016 roku. Po rozpoczęciu sezonu 2016/17 klub Reggiana Femminile sprzedał swoją licencję na występy w Serie B, o czym kierownictwo Sassuolo ogłosiło na konferencji prasowej 30 września 2016 roku. Począwszy od czwartej kolejki mistrzostw, Reggiana Femminile została zastąpiona przez Sassuolo C.F. Sezon 2016/17 zakończył na pierwszej pozycji w grupie C Serie B i awansował do Serie A. W debiutowym sezonie 2017/18 na najwyższym poziomie zajął 9.miejsce.

## Sukcesy

### Trofea międzynarodowe
Nie uczestniczył w rozgrywkach europejskich (stan na 31-05-2018).

### Trofea krajowe
| \| \| Zdobyte trofea w rozgrywkach Włoch (stan na: 31-05-2018) \| |                                                          |      |                   |
| Rozgrywki                                                         | Osiągnięcie                                              | Razy | Sezon(y)          |
| Mistrzostwo                                                       | I miejsce                                                | 0    |                   |
| Mistrzostwo                                                       | II miejsce                                               | 0    |                   |
| Mistrzostwo                                                       | III miejsce                                              | 0    |                   |
| Mistrzostwo                                                       | 9.miejsce                                                | 1    | 2017/18           |
| Puchar                                                            | zdobywca                                                 | 0    |                   |
| Puchar                                                            | finalista                                                | 0    |                   |
| Puchar                                                            | 1/8 finału                                               | 1    | 2017/18           |
| II liga                                                           | I miejsce                                                | 1    | 2016/17 (grupa C) |
| II liga                                                           | II miejsce                                               | 0    |                   |
| II liga                                                           | III miejsce                                              | 0    |                   |
| Włochy                                                            | Zdobyte trofea w rozgrywkach Włoch (stan na: 31-05-2018) |      |                   |

## Stadion
Klub rozgrywa swoje mecze domowe na stadionie Enzo Ricci w Sassuolo, który może pomieścić 4000 widzów.